# Harso (motorfiets)
Harso is een historisch merk van motorfietsen.
Het was een Duits motormerk, gevestigd in Biebrich, dat van 1925 tot 1927 motorfietsen produceerde met een 300cc-JAP-motor. Vanaf 1930 bouwde Harso wel nog zijspannen, maar geen motorfietsen meer.